# José Joaquín Pérez
José Joaquín Pérez Mascayano (Santiago, 6 mei 1801 – aldaar 1 juli 1889) was een Chileens staatsman. Hij was van 18 september 1861 tot 18 september 1871 de 7de president van Chili.

## Biografie
Pérez was afkomstig uit een rijke aristocratische familie. Hij studeerde rechten aan de Universiteit van San Felipe in zijn geboorteplaats Santiago. In 1826 werd hij in de Kamer van Afgevaardigden gekozen. Hij maakte deel uit van een gezantschap dat  zijn land vertegenwoordigde in Mexico, de Verenigde Staten van Amerika en Frankrijk. In Frankrijk wist het gezantschap diplomatieke erkenning te bereiken voor Chili. In 1834 was hij weer terug in Chili en werd wederom in de Kamer van Afgevaardigden gekozen. Hij werd door de regering naar Argentinië om een bondgenootschap met dat land aan te gaan als tegenwicht voor de pas gevormde Confederatie van Peru en Bolivia. In 1839 was hij vicevoorzitter en in 1842 voorzitter van het lagerhuis.
President Manuel Bulnes benoemde Pérez in september 1844 tot minister van Financiën. Hij verving de zwaar zieke Manuel Rengifo die kort daarop overleed. Hij bleef dit ambt vervullen tot 1846. Drie jaar later benoemde Bulnes hem tot minister van Binnen- en Buitenlandse Zaken. Hij stelde zich terughoudend op tijdens de revolutiepoging van 1851 die zich rond het aantreden van Manuel Montt als president voltrok. Tijdens het presidentschap van Montt was hij senator en Staatsraad.

### Presidentschap (1861-1871)
Het presidentschap van Montt stuitte de liberale en conservatieve partij, tot dan toe de dominerende politieke krachten in het land, tegen de borst en zij vormden in 1858 de Fusión Liberal-Conservadora (Liberaal-Conservatieve Fusie) als gezamenlijke oppositie tegen de president. Bij de presidentsverkiezingen werd Pérez als compromiskandidaat door de Fusión en de Partido Nacional (Nationale Partij) naar voren geschoven. Het feit dat Pérez behoorde tot de regerende Partido Nacional van president Montt werd niet gezien als een probleem; Pérez had zich altijd al onafhankelijk opgesteld ten opzichte van Montt. Op 30 augustus 1861 werd Pérez door het parlement unaniem tot president gekozen.
Een van zijn eerste daden als president was de afkondiging van een amnestie voor politieke gevangenen. Ook herstelde hij de persvrijheid en de vrijheid van vergadering.

### Oorlog met Spanje

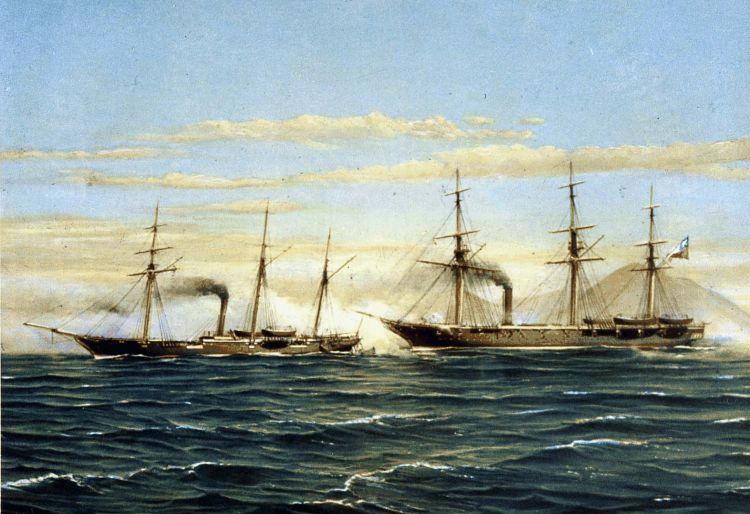
De Slag bij Papudo (1865) geschilderd door Thomas Somerscales

In 1865 koos Chili de zijde van Peru in de oorlog tegen Spanje. De Chileense vloot had een belangrijk aandeel in de oorlog. Bij slag bij Papudo deelden Chileense oorlogsschepen de Spaanse vloot een flinke tik uit. De blokkade van de haven van Valparaíso door de Spaanse marineschepen bracht de Chileense economie echter enorme schade toe. De Spaanse vloot bombardeerde op 31 maart 1865 de haven van Valparaíso en verwoestte een groot deel van de Chileense handelsvloot. Omdat veel Zuid-Amerikaanse landen hun havens sloten voor Spaanse schepen bleek bevoorrading voor de Spanjaarden onmogelijk en leidde uiteindelijk tot de terugtrekking van haar vloot voor de Zuid-Amerikaanse kustlijn.

### Hervormingen
Tijdens het ambtstermijn van Pérez werd de spoorverbinding tussen Santiago en Valparaíso in gebruik genomen. Als gevolg van de verschrikkelijke brand in de Iglesia de la Compañía op 8 december 1863 waarbij 2.000 mensen het leven lieten, werd door Pérez op 20 december 1863 de vrijwillige brandweer in het leven geroepen. Het eerste corps ontstond in de hoofdstad, maar andere corpsen werden spoedig daarna opgericht in andere steden.
Halverwege Pérez' eerste ambtstermijn kwam het tot een breuk tussen president en Partido Nacional. Om zijn regering voort te kunnen zetten werkte hij nu nog uitsluitend samen met de liberalen en conservatieven. In 1866 werd Pérez als president herkozen. Hij was de laatste president die direct herkozen werd. De grondwetswijziging van 1869 maakte dat onmogelijk. Tijdens de laatste jaren van zijn presidentschap werd de positie van de liberale partij sterker. De machtige liberaal Federico Errázuriz Zañartu - minister van Oorlog tijdens de oorlog met Spanje - werd in 1871 met steun van de Fusión Liberal-Conservadora tot president gekozen.

### Vrijheid van eredienst

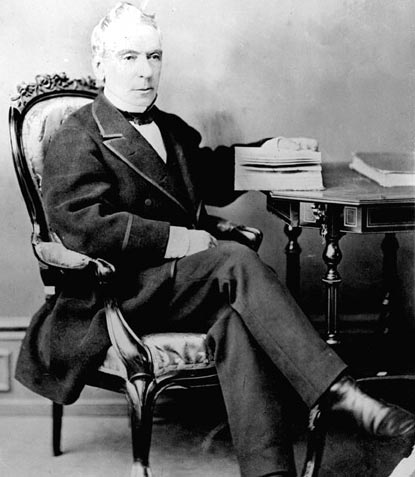
Foto van president Pérez

In 1869 werd het niet-katholieken toegestaan om kerken te bouwen en openbare godsdienstoefeningen te houden.

### Jaren na het presidentschap
Na zijn aftreden werd Pérez opnieuw senator en Staatsraad (tot 1882). Hij overleed op 88-jarige leeftijd, op 1 juli 1889 in Santiago.

### Samenstelling kabinetten
| Ministerie (Presidentschap van José Joaquín Pérez) | Naam/Periode |
| -------------------------------------------------- | --- |
| Binnen- en Buitenlandse Zaken                      | Manuel Alcalde Velasco (1861-1862) Manuel Antonio Tocornal Grez (1862-1864) Álvaro Covarrubias Ortúzar (1864-1867) Francisco Vargas Fontecilla (1867-1868) Miguel Luis Amunátegui (1868-1870) Belisario Prats Perez (1870-1871)                                               |
| Financiën                                          | Manuel Rengifo Vial (1861-1862) José Victorino Lastarria Santander (1862-1863) Domingo Santa María González (1863-1864) Alejandro Reyes Cotapos (1864-1869) Melchor de Concha y Toro (1869-1870) José Antonio Gandarillas Luco (1870-1871)                                    |
| Oorlog en Marine                                   | Manuel García Banqueda (1857-1862) Marcos Maturana (1862-1865) Federico Errázuriz Zañartu (1865) José Manuel Pinto Arias (1865-1866) Federico Errázuriz Zañartu (1866-1868) Francisco Echaurren (1868-1870) José Ramón Lira Calvo (1870-1871)                                 |
| Justitie, Eredienst en Openbaar Onderwijs          | Justo Donoso Vivanco (1861-1862) Manuel Alcalde Velasco (1862) Miguel María Guemes Fernández (1862-1864?) Federico Errázuriz Zañartu (1864?-1866) José Joaquín Blest Gana (1866-1870) Francisco Antonio Vargas Fontecilla (1870) Pedro Eulogio Altamirano Aracena (1870-1871) |

## Privé
José Joaquín Pérez trouwde op 9 april 1840 met Tránsito Flores de la Cavareda (1820-1890). Het echtpaar kreeg elf kinderen, van wie slechts vijf de volwassen leeftijd bereikten.